# 巨大磁気抵抗効果
巨大磁気抵抗効果（GMR:Giant Magneto Resistive effect）とは、磁気抵抗効果の特殊事例である。
普通の金属の磁気抵抗効果（物質の電気抵抗率が磁場により変化する現象）は数%だが、1nm程度の強磁性薄膜（F層）と非強磁性薄膜（NF層）を重ねた多層膜には数十%以上の磁気抵抗比を示すものがある。このような現象を巨大磁気抵抗効果と呼ぶ。
1987年にドイツのペーター・グリューンベルク、フランスのアルベール・フェールらによって発見された。
巨大磁気抵抗効果は、多層膜の磁気構造が外部磁場によって変化するために生じる。
磁気多層膜以外においても、ペロブスカイト型マンガン酸化物においても見られる。
巨大磁気抵抗効果を応用した磁気ヘッドの登場によって、HDDの容量が飛躍的に増大した。
グリューンベルクとフェールはこの発見によって、2007年のノーベル物理学賞を受賞している。